# Бондарь, Оксана Андреевна
Бондарь Оксана Андреевна (род. 25 февраля 1974 г,с. Прасковеевка Артемовский район, Донецкая области, Украинская ССР) — российский общественный и политический деятель, депутат Государственной Думы VII созыва, член фракции «Единая Россия», заместитель председателя комитета по региональной политике и проблемам Севера и Дальнего Востока.

## Биография
Образование высшее, в 1996 году получила специальность «Учитель математики и физики» окончив Славянский государственный педагогический институт. В 2014 году получила второе высшее образование по специальности «Государственное и муниципальное управление» в Северо-Восточном государственном университете. С 1996 по 2003 годы работала учителем физики муниципального общеобразовательного учреждения «СОШ № 23» посёлка Уптар Магаданской области, с 2003 по 2010 год работа заместителем директора по воспитательной работе, возглавляла профсоюзную организацию Уптарской средней школы. Победитель областного конкурса «Педагог года-2008», вошла в финал всероссийского конкурса «Учитель года-2008».
10 октября 2010 года баллотировалась в Магаданскую областную думу V созыва, избрана депутатом по спискам партии «Единая Россия». В декабре 2012 года была избрана стала секретарем Магаданского областного отделения политической партии «Единая Россия». В сентябре 2015 года повторно вновь избрана в Магаданскую областную думу VI созыва. Была руководителем фракции «Единая Россия», первым заместителем председателя Областной думы.
В сентябре 2016 года баллотировалась в депутаты Государственной Думы VII созыва, по результатам выборов избрана депутатом Госдумы по одномандатному округу № 116.

## Законотворческая деятельность
С 2016 по 2019 год, в течение исполнения полномочий депутата Государственной Думы VII созыва, выступила соавтором 108 законодательных инициатив и поправок к проектам федеральных законов.

## Награды
- Благодарственное письмо Президента Российской Федерации
- Почетная грамота Председателя Совета Федерации Федерального Собрания Российской Федерации
- Почётная грамота Совета Федерации
- Почетная грамота Министерства образования и науки Российской Федерации[2]